# Грацијани-Чивалери (Кунео)
Грацијани-Чивалери је насеље у Италији у округу Кунео, региону Пијемонт.
Према процени из 2011. у насељу је живело 16 становника. Насеље се налази на надморској висини од 1360 м.